# Binz
För andra betydelser, se Binz (olika betydelser).
Binz är den största bad- och kurorten vid Prorer vik, på den tyska ön Rügen. Ortens huvudattraktion är den 370 meter långa bryggan, ursprungligen från 1902. Strax norr om Binz ligger Prora.

## Historia
Det äldsta dokumentet som nämner orten är från 1318, då med stavning Byntze. Under 1870-talet utvecklades Binz till ett turistmål och cirka 10 år senare fick orten det officiella namnet badort. Under denna tid byggdes flera övernattningsställen, ortens första kurhus, vägnätet, bryggan och anslutningen till järnvägen. Bryggan förstördes 1905 under en storm men återställdes 1908. Redan 1912 skedde återigen en olycka på bryggan när delar av konstruktionen rasade samman och 17 personer miste livet. Denna händelse var orsaken till inrättandet av Tysklands livräddningssällskap (DLRG). Den tredje olyckan hemsökte bryggan 1942 och först 1994 byggdes en ny brygga.
Efter andra världskriget blev flera hotell och pensionat nödbostäder för flyktingar. Efter 1950 blev Binz huvudbadorten för gruvdriftsbolaget Wismut, som huvudsakligen var verksamt i Erzgebirge. 1953 startades på Rügen en aktion för att expropriera öns hotell- och pensionatsägare som drabbade även invånarna i Binz. I ortens norra del byggdes flera prefabricerade hus som gav orten delvis en annan prägel. Efter Tysklands återförening fick flera personer sina hus tillbaka.

### Befolkningsutveckling
Befolkningsutveckling  i Binz
Källa:

## Övrigt
Binz är på två ställen ansluten till järnvägsnätet, den första är med normalspår till orten Lietzow och den andra är en smalspårig järnväg mellan Putbus och Göhren (Rasender Roland).
Ett omtyckt utflyktsmål i närheten är jaktslottet Granitz.

## Galleri

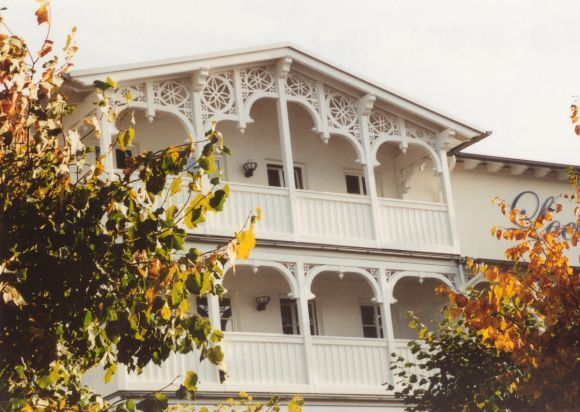
typisk fasad
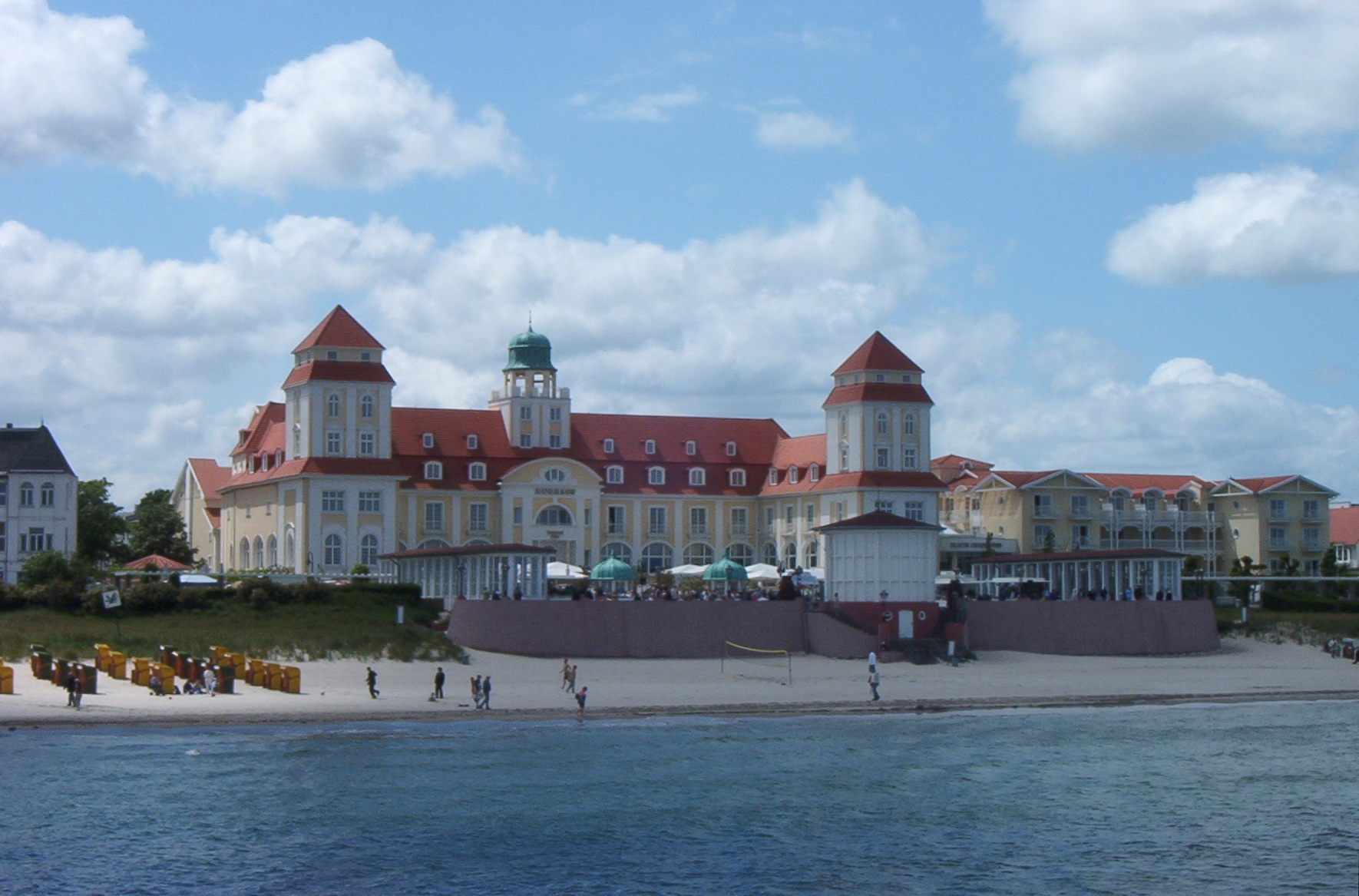
Stora kurhuset
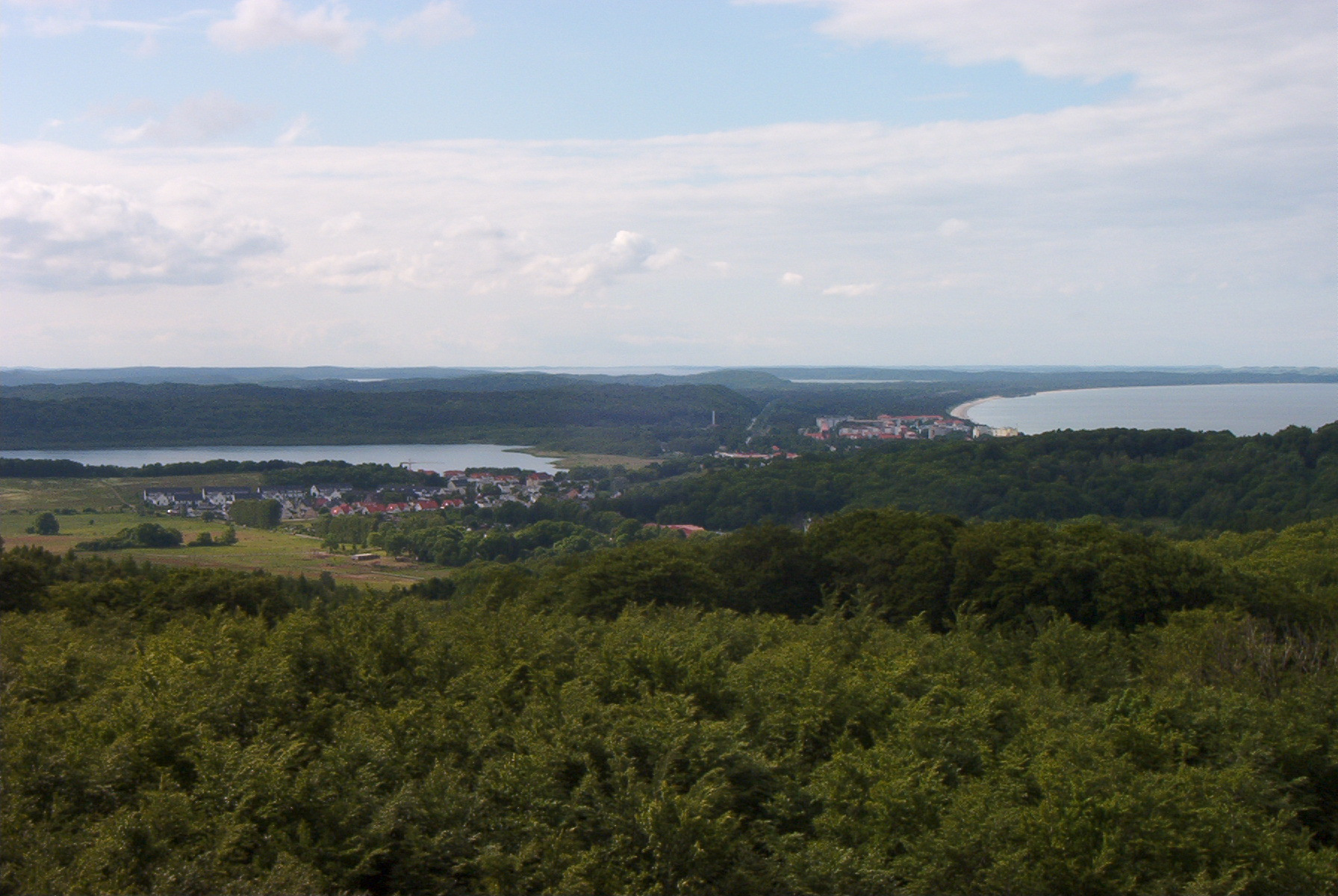
Vy från jaktslottet Granitz mot Binz
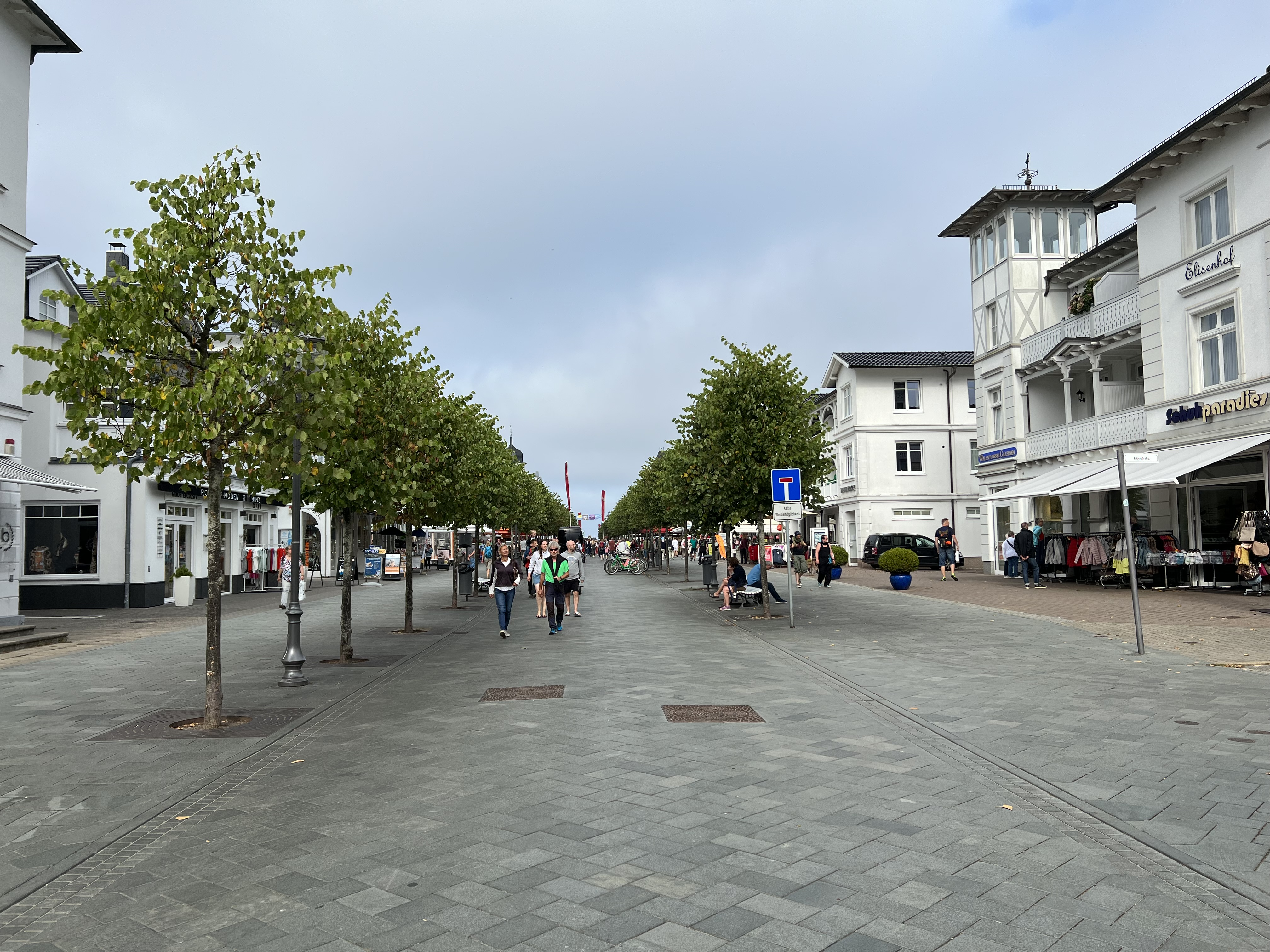
Ortens huvudgata
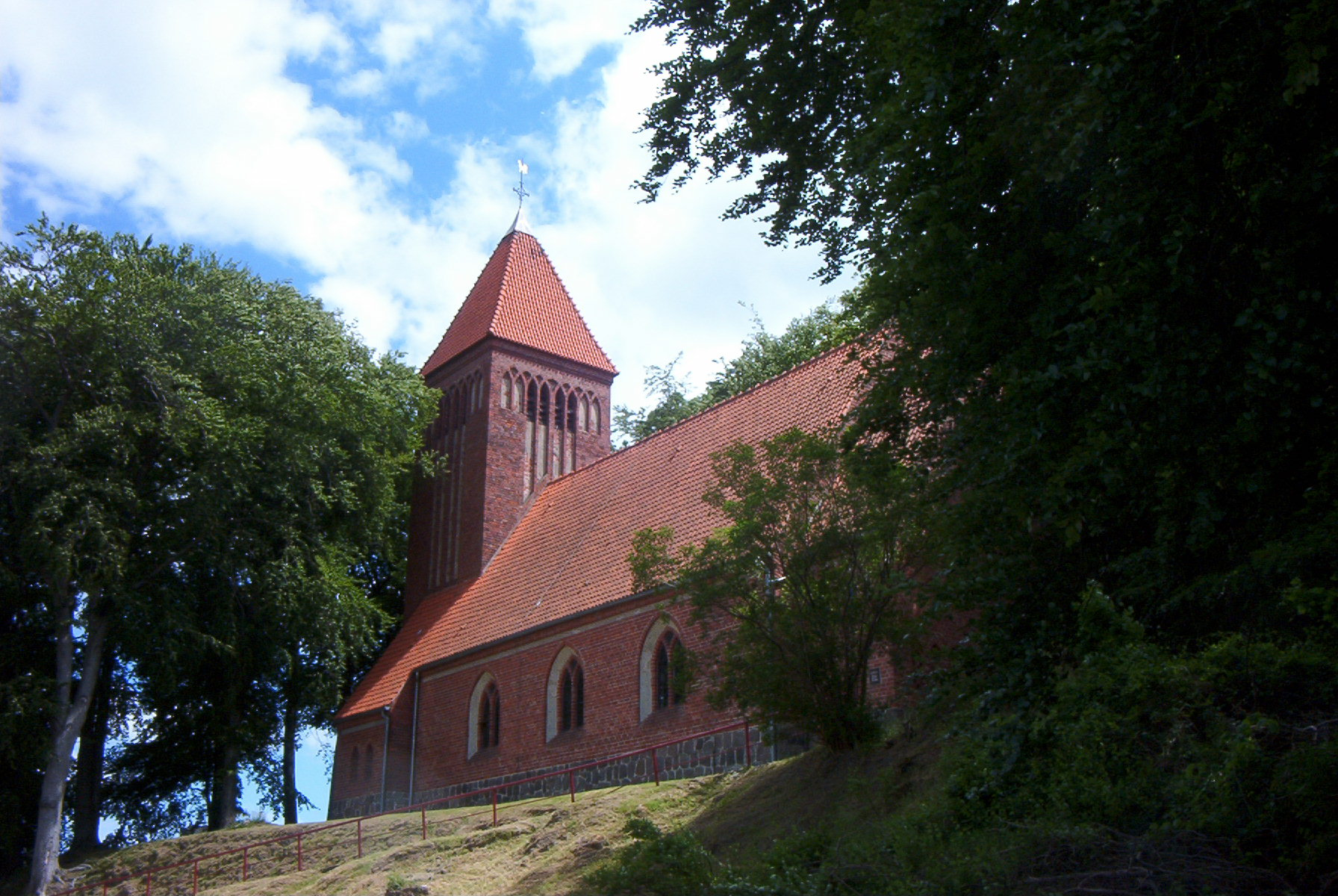
Kyrka i Binz
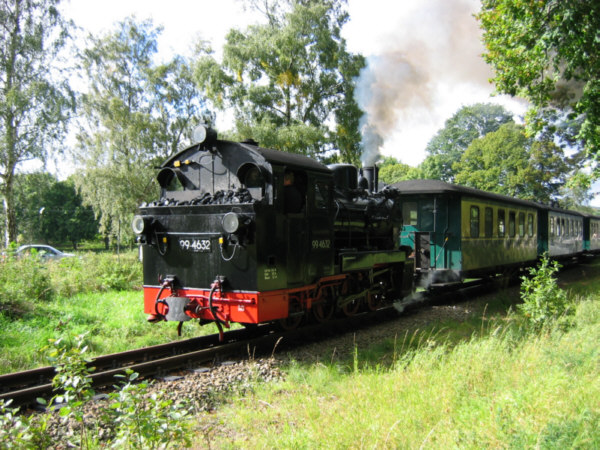
Smalspårig järnväg (Rasender Roland)
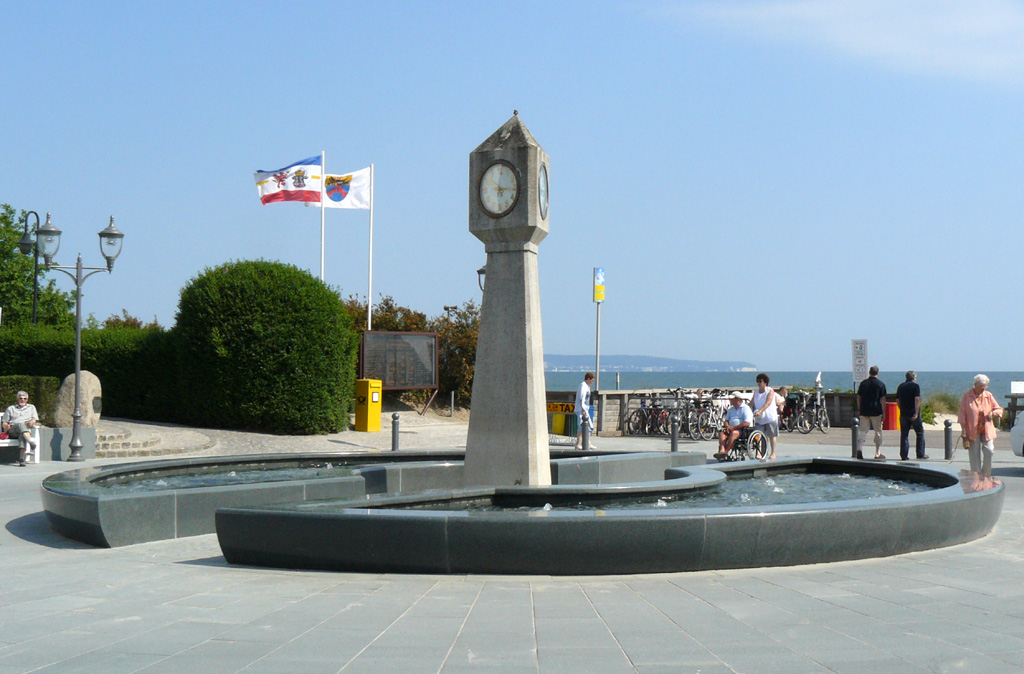
Rondell vid havet

## Vänorter
- Cuxhaven
- Białogard